# Polka Party!
Polka Party! è il quarto album del cantante statunitense "Weird Al" Yankovic, pubblicato nel 1986.

## Tracce
1. Living with a Hernia (parodia di Living in America, di James Brown) - 3:20
2. Dog Eat Dog - 3:42
3. Addicted to Spuds (parodia di Addicted to Love, di Robert Palmer) - 3:50
4. One of Those Days - 3:18
5. Polka Party! - 3:15
6. Here's Johnny (parodia di Who's Johnny, di El DeBarge) - 3:24
7. Don't Weare Those Shoes - 3:36
8. Toothless People (parodia di Ruthless People, di Mick Jagger) - 3:23
9. Good Enough for Now - 3:03
10. Christmas at Ground Zero - 3:09

## Musicisti
- "Weird Al" Yankovic - fisarmonica, tastiera, cantante
- Bill Anderson - sassofono tenore
- Sonny Burke - pianoforte
- Rick Derringer - chitarra
- Dennis Fetchet - violino
- Steve Jay - basso, banjo, coro
- Tommy Johnson - tuba
- Warren Luening - tromba
- Joel Peskin - clarinetto
- Lisa Popeil - coro
- Jon "Bermuda" Schwartz - batteria, percussioni
- Pat Regan - sintetizzatore
- The Waters Sisters - coro
- Jim West - chitarra, coro